# Franz Anton Maulbertsch

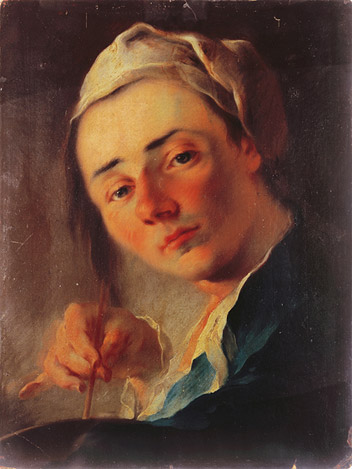
Frühes Selbstbildnis, um 1750, Belvedere, Wien

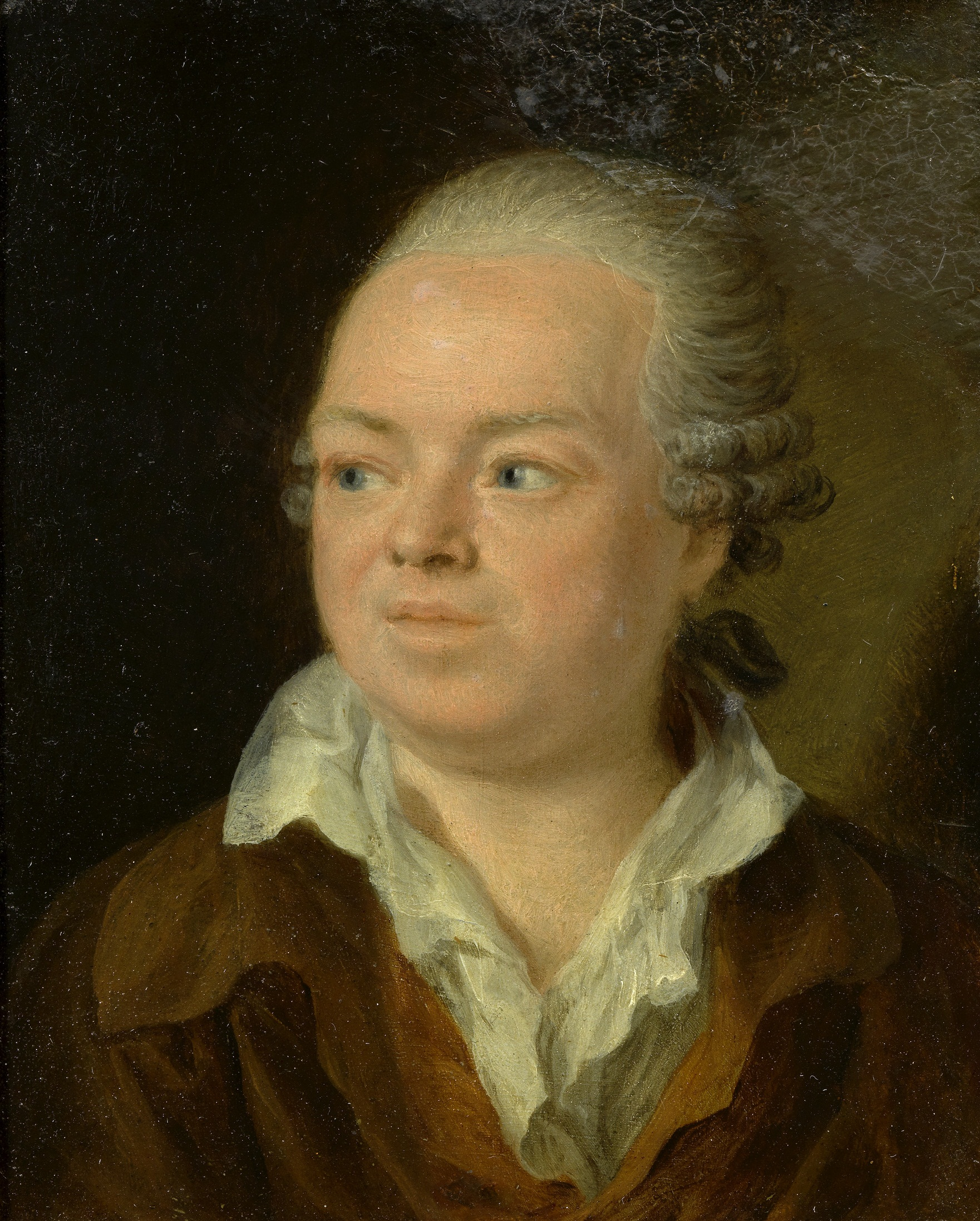
Martin Johann Schmidt: Franz Anton Maulbertsch, um 1764.

Franz Anton Maulbertsch (getauft 7. Juni 1724 in Langenargen am Bodensee; † 8. August 1796 in Wien; auch Maulpertsch) war neben Martin Johann Schmidt der herausragendste Maler des österreichischen Spätbarock. Seine expressive Kunst brach zunächst mit der Tradition, mündete zuletzt in den Klassizismus und hat die Malerei des österreichischen Barocks auf eigenwillige und eigenständige Art vollendet.

## Leben und Werk
Franz Anton Maulbertsch war der Sohn des Malers Anton Maulbertsch. Franz Anton studierte von 1739 bis 1741 an der Akademie in Wien unter Jacob van Schuppen. 1750 gewann er den 1. Preis im Malereiwettbewerb der Akademie. Er wurde von verschiedenen italienischen Malern, aber auch von Rembrandt inspiriert, dessen Werk er durch Kupferstiche kannte. 1757 wurde er zum Professor vorgeschlagen, jedoch als „allzu kühner Geist“ abgelehnt. Erst 1770 wurde er zum Rat der Akademie ernannt.
1750 bis 1751 malte er Triumph der Wahrheit über die Zeit, ein großes Ölgemälde für die Festsaaldecke des Schlosses Kirchstetten.

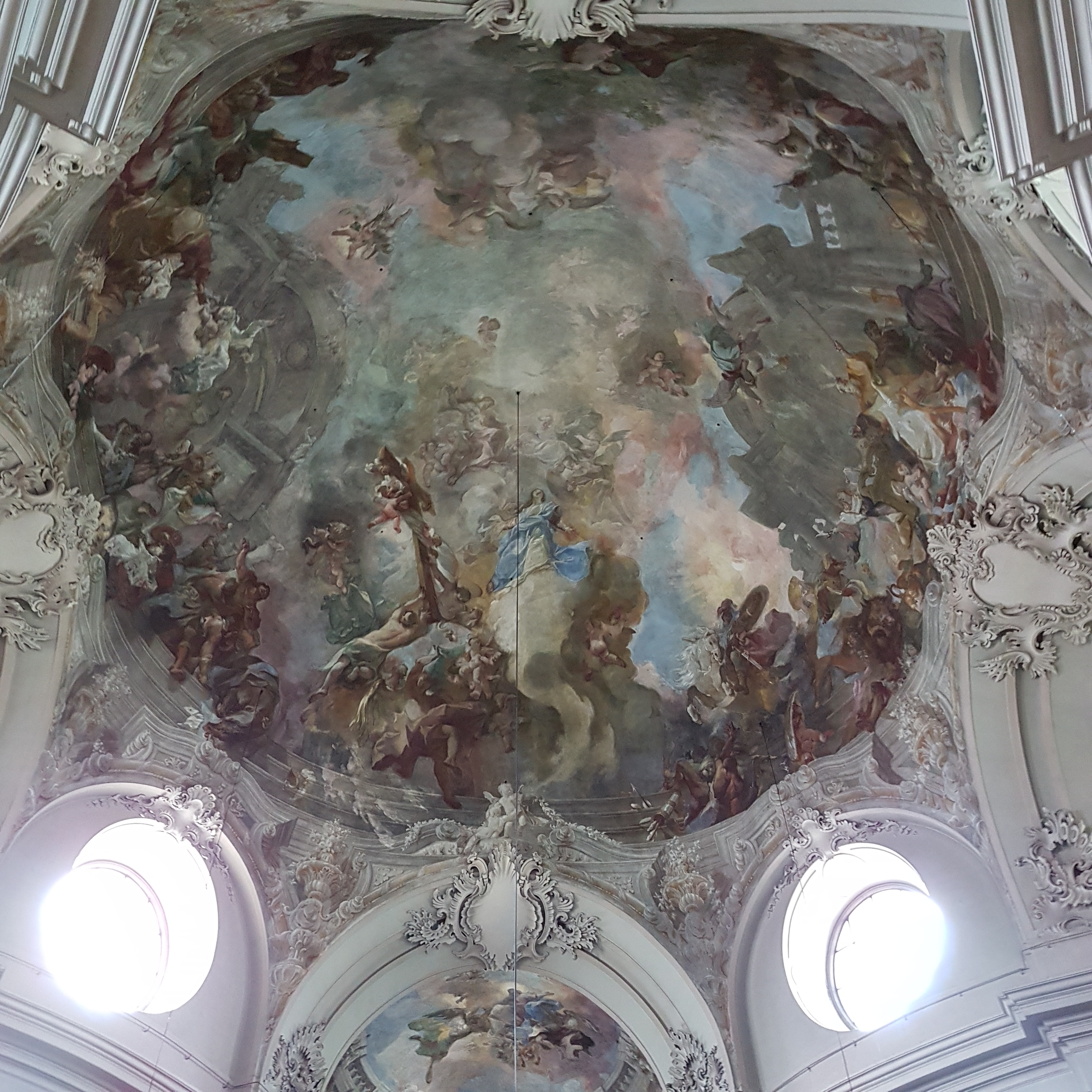
Kuppelfresko in der Piaristenkirche Maria Treu

Bereits sein erster Fresken-Auftrag im Jahre 1752 gilt als eines seiner Hauptwerke: die 1753 vollendeten fünf Kuppelfresken der Piaristenkirche Maria Treu in der Wiener Josefstadt. Im Zentrum befindet sich eine Darstellung der Krönung Mariens im Himmel, während den Rand Szenen aus dem Alten und Neuen Testament bilden. Alle Figuren sind ineinander verschlungen, wie in einem wogenden Fluss; in der Komposition dominiert die Farbe über die Kontur. Die Konstruktion, die etwa bei Daniel Gran, dem frühen Paul Troger und später beim Klassizismus im Vordergrund steht, tritt zugunsten des Spiels von Licht und Farbe zurück.
In den 1750er und 1760er Jahren arbeitete Maulbertsch hauptsächlich in Ungarn und den östlichen Teilen Österreichs, wobei er die imposanten Fresken (Visitatio Mariae et Triumphus Trinitatis) der Kathedrale zu Waizen fertigte: als Freskant in den Schlössern Ebenfurth und Halbturn, in der Wallfahrtskirche Heiligenkreuz-Gutenbrunn, der Hundsturmer Kapelle sowie in den Pfarrkirchen von Schwechat und Sümeg. Für die Abtei Altmünster (Mainz) fertigte er 1758 das Altarbild mit der Himmelfahrt Mariä, das heute in St. Quintin (Mainz) hängt.
1767 bekam Maulbertsch wieder in Wien Aufträge, wobei er sich zunehmend dem klassizistischen Zeitgeist annäherte. Sein Deckenfresko im Johannessaal der Österreichischen Akademie der Wissenschaften (vormals Theologiesaal der Universität Wien) zeigt Christus bei der Taufe in einem Gebirgsbach stehend, der gleichfalls mit meisterhafter Farbnuancierung als reißendes Wasser dargestellt wird. Sein letzter großer höfischer Auftrag 1772 war das Deckenfresko im Riesensaal der Hofburg in Innsbruck, das die Vereinigung der Häuser Habsburg und Lothringen zum Haus Habsburg-Lothringen darstellt. In diesem Großfresko stehen die klassizistischen Momente im Vordergrund, was wohl auch damit zu tun hat, dass Joseph von Sperges (der Herausgeber Winckelmanns) Programmverfasser war.
Die in seinen letzten Lebensjahren geschaffenen Fresken und Stuckarbeiten der Kathedrale von Steinamanger wurden im Zweiten Weltkrieg zerstört. Dagegen sind die Stephanus-Deckenfresken in der 1795 geweihten St.-Stephans-Kirche in Pápa vollständig erhalten.
Die virtuose Farbbehandlung und der antiklassische Zug bei Maulbertsch zeigen sich auch in seinen Ölbildern, so bei der Heiligen Sippe oder in dem früher als Selbstbildnis angesehenen Gemälde, beide im Belvedere in Wien. Letzteres stellt einen bislang nicht eindeutig identifizierten Künstlerkollegen mit typischem Beiwerk dar.
Der virtuose Umgang mit Farb- und Lichteffekten antizipiert in vieler Hinsicht schon den Impressionismus, dessen Nachkommenschaft von der spätbarocken Kunst hier zutage tritt. Auch wenn Maulbertsch seine eigene Radikalität nicht ganz durchhielt und am Ende seines Lebens sogar klassizistische Tendenzen annahm, war er doch ein wichtiger Inspirator der Kunst der österreichischen Moderne. Oskar Kokoschka reklamierte ihn als Vorbild.
Im Jahr 1961 wurde in Wien-Döbling (19. Bezirk) die Maulbertschgasse nach ihm benannt.

## Werke (Auswahl)
- Frühes Selbstbildnis, Öl auf Leinwand, um 1750, Belvedere, Wien.
- Die Akademie mit ihren Attributen zu Füßen Minervas, Öl auf Leinwand, 1750, Belvedere, Wien.
- Kuppelfresken in der Piaristenkirche Maria Treu, Wien, 1752/53.
- Deckenfresko in der Kapelle, Schloss Ebenfurth, 1754.
- Deckengemälde in der Neuen Aula in Wien, im Johnnessaal (Taufe Christi, 1756) und im Ratssaal (Allegorie der Künste, 1759, nur mehr fragmentarisch erhalten)
- Heilige Sippe, Öl auf Leinwand, um 1755, Belvedere, Wien.
- Deckenfresken in der Wallfahrtskirche und Pfarrkirche Gutenbrunn-Heiligenkreuz, 1756/57.
- Deckenfresken in der Pfarrkirche Christi Himmelfahrt in Sümeg, Ungarn, 1756/77.
- Kreuzaufrichtung, Öl auf Leinwand, 1757/58, Belvedere, Wien.
- Deckenfresko im Festsaal, Schloss Halbturn, Burgenland, 1765/66.
- Kuppelfresko in der Propsteikirche St. Hippolyt am Pöltenberg bei Znaim, Mähren, 1766.
- Deckenfresko im Riesensaal der Hofburg, Innsbruck, 1772.
- Altarfresko in der Augustinerkirche, Korneuburg, 1773.
- Glorifikation Kaiser Josephs II., Öl auf Leinwand, vor 1777, Belvedere, Wien.
- Deckenfresko in der Bibliothek des Klosters Strahov, Prag, 1794.

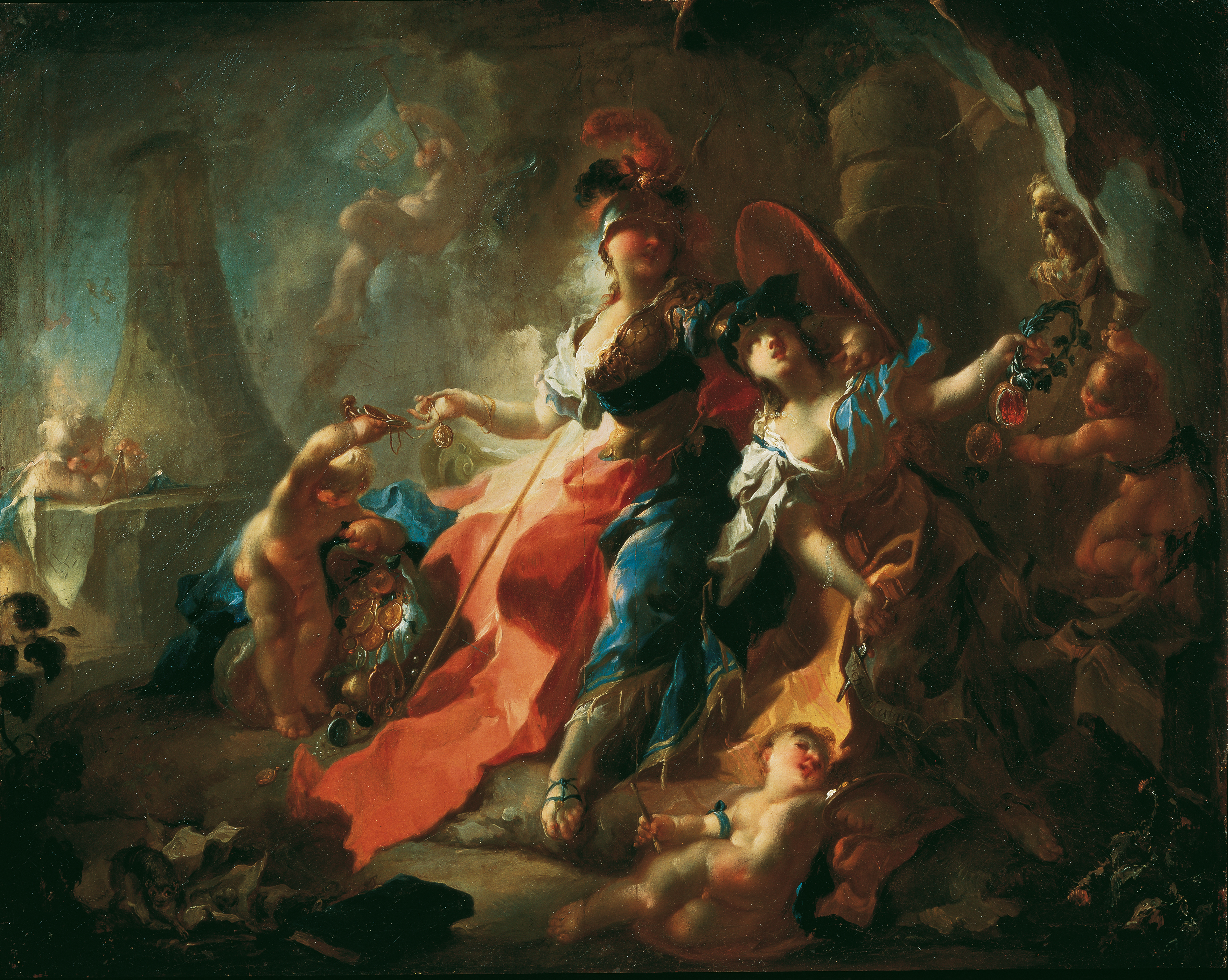
Die Akademie mit ihren Attributen zu Füßen Minervas, 1750, Belvedere, Wien
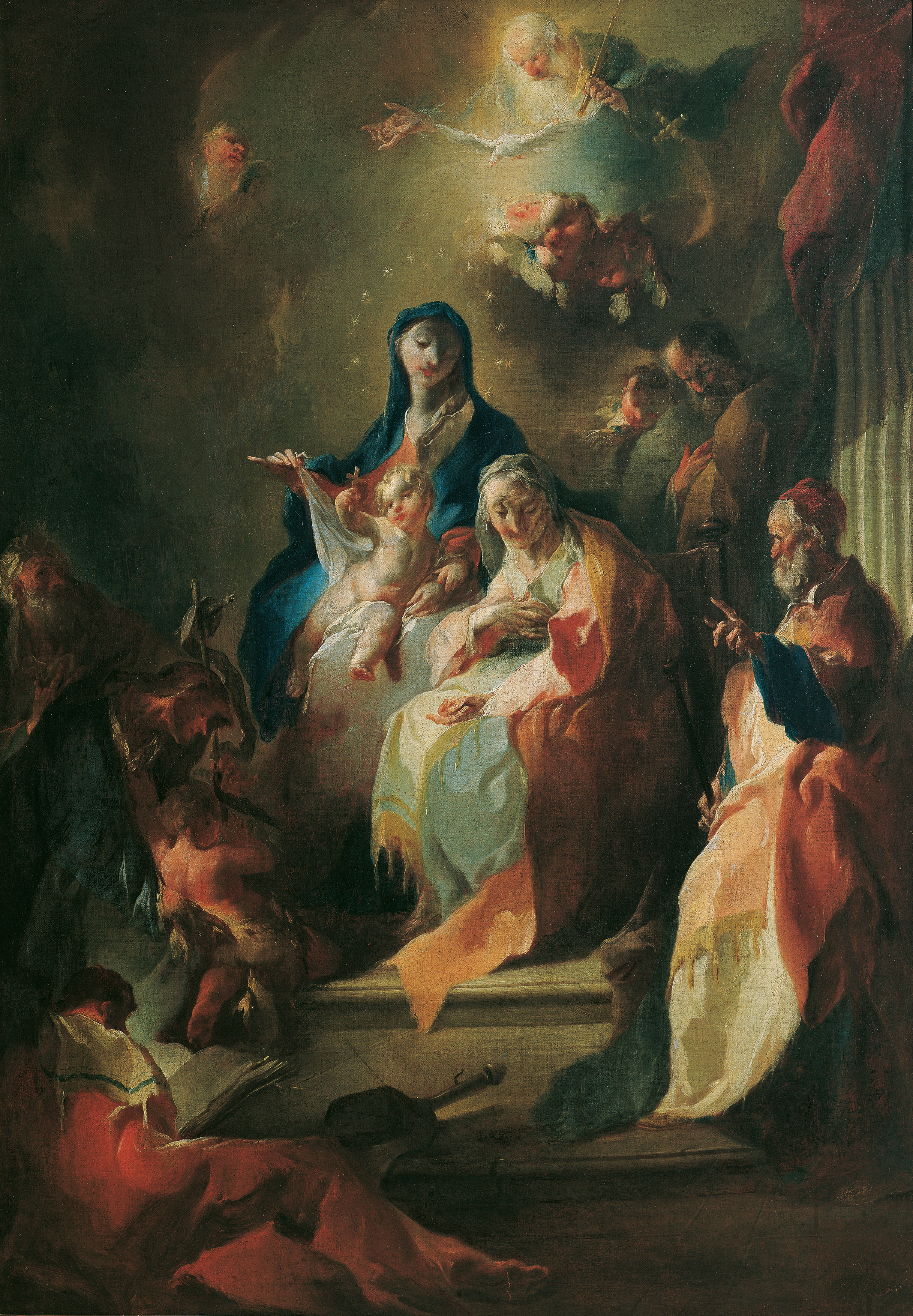
Die heilige Sippe, 1755, Belvedere, Wien
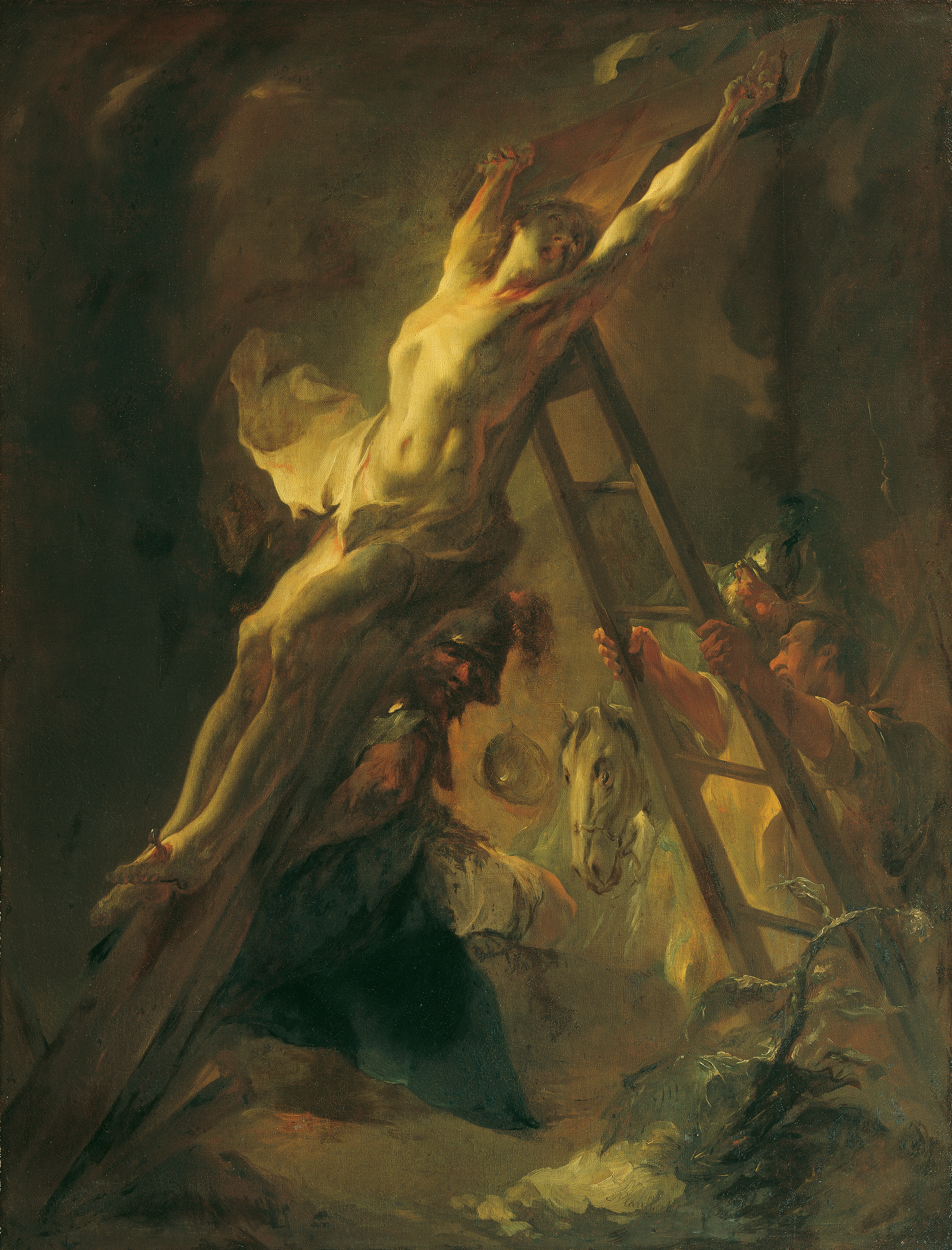
Die Kreuzaufrichtung, um 1757/1758, Belvedere, Wien
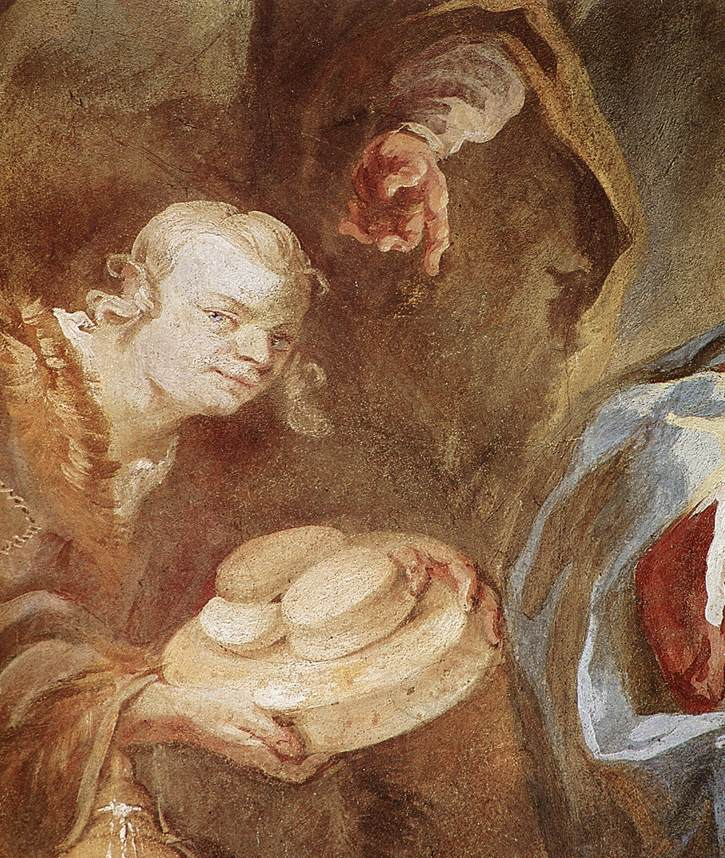
Anbetung der Hirten, Fresko (Detail). 1758, Pfarrkirche Sümeg.
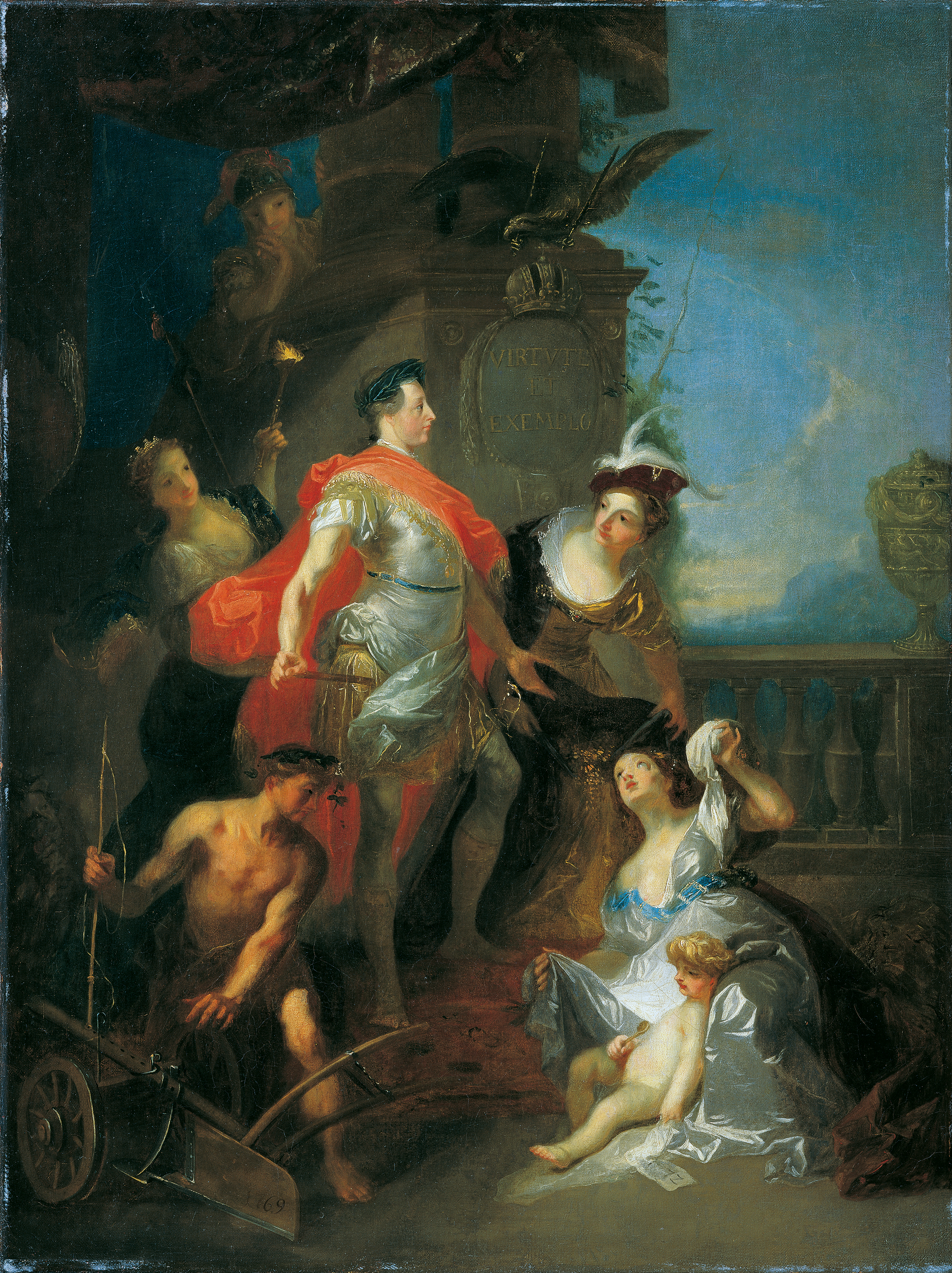
Glorifikation Kaiser Josephs II., vor 1777, Belvedere, Wien
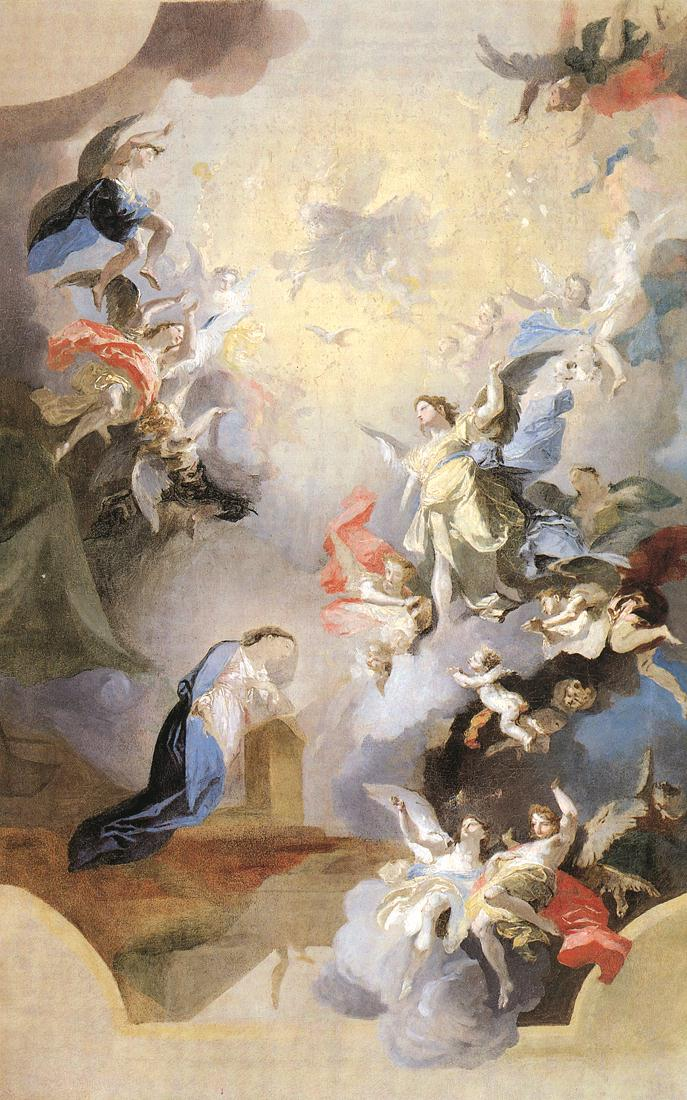
Mariae Verkündigung (Studie), Bischofspalast Szombathely/Steinamanger.
Deckenfresko in der Klosterbibliothek Strahov, sog. Philosophischer Saal erbaut durch Johann Ignaz Palliardi.